# Timo Plattel
Timo Plattel (Apeldoorn, 12 maart 1994) is een voormalig Nederlands doelman en jeugdinternational in het betaald voetbal.

## Loopbaan

### Carrière als speler
Plattel speelde in zijn jeugd voor AGOVV, amateurs en profs, en de voetbalacademie Vitesse/AGOVV. In 2009 maakte hij de overstap naar de voetbalacademie FC Twente. In 2012 tekende hij een driejarig opleidingscontract bij FC Twente.
Op 5 mei 2013 maakte hij bij afwezigheid van doelmannen Nikolaj Michajlov en Sander Boschker op 19-jarige leeftijd zijn debuut in de Eredivisie, in een competitiewedstrijd van FC Twente tegen Heracles Almelo. Door zijn snelle ontwikkeling volgde al snel de interesse van Stoke City, destijds uitkomende in de Engelse Premier League. Plattel bevestigde dat de club hem volgde, maar dat hij zich wilde focussen op zijn kansen bij FC Twente.
Vanaf het seizoen 2013/14 maakte hij deel uit van de selectie van Jong FC Twente, dat met ingang van dat seizoen uitkwam in de Eerste divisie. In twee jaar tijd kwam hij tot 22 wedstrijden. Vanaf seizoen 2015/16 komt Plattel met Jong FC Twente uit in de Beloften Eredivisie.
In 2017 maakte Plattel de overstap naar Achilles '29, dat uitkwam in de Tweede divisie. Na het faillissement van de prof BV van de club begin 2018, sloot Plattel per maart 2018 aan bij Almere City dat een doelman zocht na de blessure van Joshua Smits.
Op 8 april 2021 maakte Plattel via Instagram bekend te stoppen met keepen binnen het professionele voetbal en zich te willen focussen op de rol van keeperstrainer.

### Carrière als keeperstrainer
Op 23 april 2021 werd bekend dat Plattel zich aansluit bij de Voetbal Academie N.E.C. als keeperstrainer. Medio 2023 werd hij keeperstrainer bij Jong FC Utrecht.

## Statistieken
| Seizoen | Club                | Competitie             | Competitie | Competitie | Beker | Beker | Internationaal | Internationaal | Overig | Overig | Totaal | Totaal |
| Seizoen | Club                | Competitie             | Wed.       | Dlp.       | Wed.  | Dlp.  | Wed.           | Dlp.           | Wed.   | Dlp.   | Wed.   | Dlp.   |
| ------- | ------------------- | ---------------------- | ---------- | ---------- | ----- | ----- | -------------- | -------------- | ------ | ------ | ------ | ------ |
| 2012/13 | FC Twente           | Eredivisie             | 1          | 0          | 0     | 0     | 0              | 0              | 0      | 0      | 1      | 0      |
| 2013/14 | Jong FC Twente      | Eerste divisie         | 14         | 0          | –     | –     | –              | –              | –      | –      | 14     | 0      |
| 2014/15 | Jong FC Twente      | Eerste divisie         | 8          | 0          | –     | –     | –              | –              | –      | –      | 8      | 0      |
| 2015/16 | FC Twente           | Eredivisie             | 0          | 0          | 0     | 0     | 0              | 0              | 0      | 0      | 0      | 0      |
| 2016/17 | Jong FC Twente      | Tweede divisie         | 12         | 0          | –     | –     | –              | –              | –      | –      | 12     | 0      |
| 2017/18 | Achilles '29        | Tweede divisie         | 11         | 0          | 3     | 0     | 0              | 0              | 0      | 0      | 14     | 0      |
| 2017/18 | Almere City FC      | Eerste divisie         | 0          | 0          | 0     | 0     | 0              | 0              | 0      | 0      | 0      | 0      |
| 2017/18 | Jong Almere City FC | Derde divisie zaterdag | 0          | 0          | 0     | 0     | 0              | 0              | 4      | 0      | 4      | 0      |
| 2018/19 | Almere City FC      | Eerste divisie         | 20         | 0          | –     | –     | –              | –              | –      | –      | 20     | 0      |
| 2019/20 | Almere City FC      | Eerste divisie         | 0          | 0          | 1     | 0     | 0              | 0              | 0      | 0      | 1      | 0      |

Statistieken zijn bijgewerkt t/m 30 december 2020